# Црногорац, Градимир
Градимир Црногорац (босн. и серб. Gradimir Crnogorac; родился 14 ноября 1982, Тузла, СФРЮ) — боснийский футболист, полузащитник; после завершения игровой карьеры — тренер.

## Клубная карьера
Воспитанник клуба «Слобода» из родного города Тузла. Большую часть карьеры провел в нём. В 2006 году выступал за клуб российского Первого дивизиона «Спартак» (Нижний Новгород). Затем защитник несколько лет выступал в Казахстане, где запомнился уверенной игрой за «Кайсар». Также босниец некоторое время выступал в Дании.

## Сборная
В 2004 году Црногорац вызывался в сборную Боснии и Герцеговины. Его дебют состоялся 28 апреля в товарищеском матче против Финляндии, в котором боснийцы одержали победу со счетом 1:0. Всего за национальную команду защитник сыграл в трех поединках.